# Real Oviedo
Real Oviedo är en fotbollsklubb från Oviedo i Asturien (Spanien) som för närvarande spelar i La Liga.

## Historia
Klubben grundades 26 mars 1926 och är det asturiska lag som har spelat flest säsonger i Primera División (högstadivisionen i La Liga). Numera spelar de dock i den tredje högsta divisionen Tercera División. Senast de spelade i Primera División var säsongen 2000/2001.

## Hemmaarena
Real Oviedo spelar på Carlos Tartiere i Oviedo. Arenan används oftast, men inte enbart, till Real Oviedos hemmamatcher.
Arenan användes under spanska inbördeskriget av Francos trupper som ammunitionsbas, vilket gjorde att klubben efter återuppstartandet av La Liga flyttades ned till andradivisionen p.g.a. att fotbollsplanen inte gick att spela på.

## Kända spelare
| - Maxi Rodriguez - Fernando Gamboa - José Maria Buljubasich - Roberto Pompei - Christian Patiño - Juan José Borrego - Sánchez Lage - Juan José Borrelli - Fábio Pinto - Gert Claessens - Janko Jankovic - Nikola Jerkan - Robert Prosinecki - Nenad Gračan - Chus Alonso - Thomas Christiansen - Peter Møller - Stan Collymore - Keith Thompson - Frederic Danjou | - Idrissa Keita - Franck Rabarivony - Mitko Stojkovski - José Manuel de la Torre - Nebojsa Scepanovic - Joyce Moreno - Julio Dely Valdes - Jorge Romero - Florencio Amarilla - Mario Jacquet - Ramón Hicks - Paulo Bento - Abel Xavier - Marius Lăcătuș - Nicolae Simatoc - Viktor Onopko - Slaviša Jokanovic - Ratomir Dujkovic - Albert Nad | - Milan Martinovic - Djordje Tomic - Veljko Paunovic - Milovan Djoric - Peter Dubovský - Herrerita - Emilín - Carlos - Luis Aragonés - Santi Cazorla - Isidro Lángara - Tomás Zarraonaindia - Francisco Javier Uría - Juan Mata - César Martín - Armando Álvarez - Mateo Corbo - Juan Gonzalez - Daniel Bartolotta - Rafael Ponzo - Michu |

## Tränare
- Sergio Egea

### Tidigare kända tränare
- Fred Pentland
- Patrick O'Connell
- Fernando Daucik
- Domènec Balmanya
- Javier Irureta
- Luis Aragonés
- Radomir Antić